# شلالات تيمبر (فلم)
شلالات تيمبر هو فيلم أمريكي من نوع رعب أُصدر في 2007. الفيلم من إخراج توني جيجليو وسيناريو دانيال كاي، وبطولة جوش راندال وبريانا براون.

## قصة فيلم
يبدأ الفيلم بزوجين، سارة وجيمس، يُحتجزان ويُعذبان حتى يُقتل جيمس وتلقى سارة حتفها أثناء محاولتها الهرب من رجل غامض يدعى ديكون. تنتقل القصة إلى زوجين آخرين، شيريل ومايك، يذهبان في رحلة تخييم ويواجهان تحذيرات من الغرباء، لكنهما يسلكان مسارًا غير موصى به بعد لقاء امرأة تدعى إيدا. تختفي شيريل فجأة، ويُختطف مايك لاحقًا ليكتشف أن العصابة المكونة من إيدا، شقيقها ديكون، وزوجها كلايد، تجبر الأزواج على الإنجاب لصالحهم بدافع ديني متطرف. بعد تعذيب نفسي وجسدي، تفاجئهم شيريل بإعلان حملها مسبقًا، مما يفسد خطتهم. في هذه الأثناء، يبدأ صيادان في الشك بمكان اختفاء الزوجين، ويقرران مداهمة منزل العصابة، ما يفتح بابًا لإنقاذ محتمل.

## وصلات خارجية
- مقالات تستعمل روابط فنية بلا صلة مع ويكي بيانات